# Rhaphium obtusum
Rhaphium obtusum är en tvåvingeart som beskrevs av Van Duzee 1928. Rhaphium obtusum ingår i släktet Rhaphium och familjen styltflugor.
Artens utbredningsområde är Nevada. Inga underarter finns listade i Catalogue of Life.